# 東京都道233号東大泉田無線

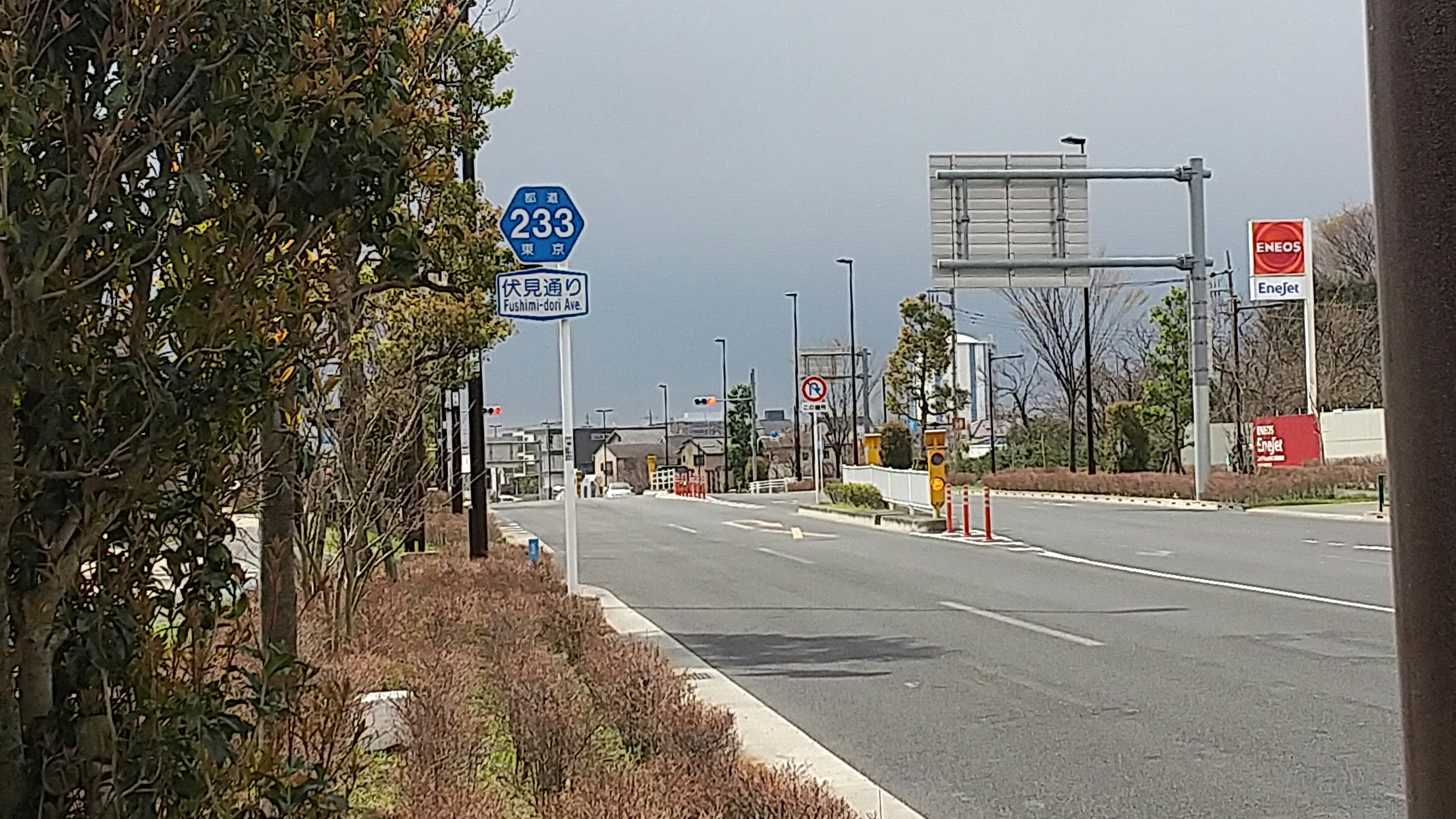
東京都西東京市、泉町交差点にて

東京都道233号東大泉田無線（とうきょうとどう233ごう ひがしおおいずみたなしせん）は、東京都練馬区および西東京市内を通り、東京都道24号練馬所沢線と東京都道4号東京所沢線とを結ぶ一般都道である。
このほか、西東京市北町と稲城市矢野口を結ぶ多摩南北道路に位置づけられる都市計画道路調布保谷線（伏見通り）のうち、西東京市役所保谷庁舎付近〜東伏見交差点間が都道233号支線に指定されている。

## 起点・終点
- 本線
  - 起点:大泉小学校前交差点（東京都練馬区） 東京都道24号練馬所沢線交点 ※交差点に０キロの地点標がある。[2]
  - 終点:田無町一丁目交差点（東京都西東京市） 東京都道4号東京所沢線交点
- 支線
  - 起点:保谷庁舎前交差点（東京都西東京市） 本線交点、東京都道234号前沢保谷線支線終点
  - 終点:東伏見交差点（東京都西東京市） 東京都道4号東京所沢線交点・東京都道7号杉並あきる野線支線起点

## 一般名称
- 保谷新道（本線）
- 伏見通り（支線）

## 道路状況
現状では本線は全区間にわたって道幅が片側1車線、あるいはそれ以下の場所もあるなど交通容量が不十分な状況である。
- 大泉学園駅〜保谷駅

起点の大泉小学校前交差点から北野神社前の交差点までの区間が上り方向への一方通行となっている。保谷駅付近までは西武池袋線と並走するが、途中の踏切で西武池袋線を渡る。この踏切はクランクの中に設置されているため非常に見通しが悪く、慢性的な渋滞箇所となっていることから、全国連続立体交差事業促進協議会がまとめた緊急対策踏切に挙げられている。
- 保谷駅〜中町

保谷駅前付近では道沿いに多くの店舗が連なるため歩行者が多いが、この区間は道路用地が特に不足していることから幅員が7m余りしかない上にガードレール等による歩行者保護措置が全く行われておらず、歩行者の通行空間である路側帯も非常に狭い(事実上存在しないに等しい)ため、接触事故の危険性の高さが指摘されている。このような道路状況は中町交差点付近まで続く。
- 中町〜田無町一丁目

中町から終点の田無町一丁目交差点までは南西に一直線に伸びており、片側一車線ながら保谷駅前と比べれば安全な走行空間が確保されている。ただし歩道が片側しか確保されていないところもあるため、通行に注意が必要な点は同じである。
- 支線

都市計画道路調布保谷線の一部で、2013年4月に開通した。全線に渡り右折レーン付き片側2車線・植樹帯および両側に4.5mずつの自転車歩行者道を備えた36m幅の高規格で設計されており、線形は起点から終点までほぼ直線である。途中、西武新宿線をアンダーパス(西東京東伏見トンネル)でくぐり抜ける。但し、アンダーパス内は自転車・軽車両通行禁止となっており、トンネル内に歩行者通路が無いため事実上歩行者も通行不可能である。並行道路も存在しないため、歩行者と自転車はトンネルの上に造成された東伏見公園内を通行することになる。また公園内に入れない軽車両は手前で新青梅街道および市道へ迂回する必要がある。原動機付き自転車は、トンネル開通当初は前後区間と同じく50km/h制限であったため通行禁止であったが、その後40km/h制限へ変更され現在では通行が可能となっている。

## 通過する自治体
- 本線
  - 東京都
    - 練馬区
    - 西東京市
- 支線
  - 東京都
    - 西東京市

## 重複区間
- 本線
  - 東京都道24号練馬所沢線 大泉学園駅入口第二交差点 - 北野神社前交差点（東京都練馬区）：ごくわずかな区間

- 支線
  - 無し

## 交差・接続する道路
- 本線
  - 大泉学園駅入口第二交差点（起点） 東京都道24号練馬所沢線 - 大泉通り、大泉学園通り
  - 北野神社前交差点 東京都道24号練馬所沢線
  - 交差点名称無し 東京都道25号飯田橋石神井新座線 - 旧早稲田通り
  - 中町交差点 東京都道234号前沢保谷線
  - 保谷庁舎北交差点 東京都道234号前沢保谷線支線
  - 保谷庁舎前交差点 支線・東京都道234号前沢保谷線支線 - 伏見通り
  - 保谷小前交差点 東京都道36号保谷志木線
  - 保谷新道交差点 東京都道245号杉並田無線 - 新青梅街道
  - 田無町一丁目交差点（終点） 東京都道4号東京所沢線・東京都道5号新宿青梅線（重複）- 青梅街道・所沢街道、東京都道5号新宿青梅線 - 青梅街道

- 支線
  - 保谷庁舎前交差点 本線 - 保谷新道、東京都道234号前沢保谷線支線 - 伏見通り
  - 交差点名称無し 東京都道245号杉並田無線 - 新青梅街道
  - 交差点名称無し 東京都道8号千代田練馬田無線 - 富士街道
  - 東伏見交差点 東京都道4号東京所沢線・東京都道5号新宿青梅線 - 青梅街道、東京都道7号杉並あきる野線支線 - 伏見通り

## 交差する鉄道
- 本線
  - 西武池袋線
- 支線
  - 西武新宿線

## 主な施設
- 本線
  - 大泉学園駅
  - 練馬区立大泉小学校
  - 練馬区立大泉第六小学校
  - 保谷駅
  - 西東京市立保谷駅前図書館
  - 文理台公園
  - 西東京市役所保谷庁舎
  - 西東京消防署
  - 保谷郵便局
  - 西東京市立保谷小学校
- 支線
  - 西東京市立保谷中学校
  - 西東京市立本町小学校
  - 西東京市立東伏見小学校
  - 東伏見稲荷神社
  - 東京都立東伏見公園